# Svarttjärnen (Bygdeå socken, Västerbotten, 714317-173653)
Svarttjärnen är en sjö i Robertsfors kommun i Västerbotten och ingår i Rickleåns huvudavrinningsområde.